# Norellisoma flavicorne
Norellisoma flavicorne är en tvåvingeart som först beskrevs av Johann Wilhelm Meigen 1826.  Norellisoma flavicorne ingår i släktet Norellisoma och familjen kolvflugor. Inga underarter finns listade i Catalogue of Life.